# Gerardus Mercator
|  | No s'ha de confondre amb altres personatges del mateix cognom, vegeu Mercator. |

Gerardus Mercator (neerlandès: Gerhard Kremer)  (Rupelmonde, 5 de març de 1512 - Duisburg, 2 de desembre de 1594) fou un cartògraf flamenc.

## Biografia
Gerhard Kremer va néixer a Rupelmonde (avui integrat a Kruibeke, Flandes oriental), als hospicis de St. Johann, el 5 de març del 1512, d'on Gisbert, germà gran del seu pare, n'era sacerdot. Va ser el setè fill d'Hubert i Emerentia Kremer, humils sabaters i pagesos flamencs del poble de Gangelt, al sud de Flandes. Poques setmanes després de néixer, va tornar a Gangelt amb la seva família, però a causa dels problemes econòmics derivats de la guerra amb França, es van establir a Rupelmonde amb el suport de Gisbert. Va ser aleshores quan, amb set anys, va començar a anar a l'escola on aprengué llatí, religió i aritmètica. En pocs mesos, parlà llatí amb naturalitat.
El deteriorament que anava patint la zona i la influència del seu oncle, va fer que els seus dos germans grans entressin a formar part de la comunitat eclesiàstica. Tal decadència, afegida a la creixent revolució luterana, va fer treballar el seu pare en excés, fent-lo caure en malaltia i posterior mort el 1526~27. Gisbert, el seu oncle, va esdevenir el seu nou tutor.
Prioritzant una bona educació, el 1527 el va enviar a 's-Hertogenbosch amb els germans de la Vida Comuna, una comunitat religiosa existent a Alemanya i als Països Baixos. La seva mare va morir mentre ell era fora, i va ser aleshores quan va canviar el seu nom de naixement, Gerhard Kremer, per Gerardus Mercator de Rupelmonde, traducció al llatí del seu nom original (kremer, en flamenc, significa mercader).
El 1530, Mercator es va matricular en humanitats i filosofia a la Universitat de Lovaina. Va estudiar al castell, una de les quatre facultats que tenia la universitat, on se li va oferir estudiar més en detall les ensenyances artístiques d'Aristòtil. El 1532, va graduar-se i va decidir de no matricular-se en un curs superior. Va marxar de Lovaina volent desafiar la visió d'Aristòtil, però aleshores fou com desafiar la mateixa Església Catòlica. Després de graduar-se, Mercator va començar a tenir greus preocupacions per com reconciliar la visió de la creació de l'univers d'Aristòtil amb la de la Bíblia.
"Però quan vaig veure que la versió de Moisès del Gènesi del món no encaixava prou en molts aspectes amb Aristòtil i la resta de filòsofs, vaig començar a tenir dubtes sobre la veritat de tots els filòsofs."
Aquesta frase, escrita per Mercator el 1532, és l'explicació del perquè va decidir abandonar la universitat. Ell no volia ser un filòsof com els que havia estudiat. Durant aquesta crisi religiosa, va viatjar per la regió buscant-ne la solució. Les seves reflexions el van dur a la convicció que la cartografia, assignatura que va tenir a Lovaina, era la ciència que millor podia descriure la creació que va fer Déu de la Terra.
El 1534, va tornar a Lovaina, però aquest cop per fer matemàtiques sota la tutoria de Gemma Frisius, conegut matemàtic i cartògraf, que, quan va adonar-se que les matemàtiques que aprenia Mercator no li eren útils per al seu objectiu, el va assessorar amb multitud de llibres que li van desenvolupar una passió per la geografia i l'astronomia.
"Des de la meva joventut la geografia ha estat per a mi el principal objecte d'estudi. Quan m'hi dedicava, després d'aplicar les consideracions de les ciències naturals i geomètriques, em va agradar, a poc a poc, no només la descripció de la terra, sinó també l'estructura de tota la maquinària del món, els nombrosos elements de la qual no són conegut per ningú fins ara."
Va aprendre l'ofici d'encunyador i fabricant d'instruments de Gaspard Van der Heyden (Gaspar à Myrica). Aleshores, Mercator no sols estava a Lovaina com a alumne, sinó que guanyava una renda constant fent tutories de matemàtiques als estudiants de Lovaina. També guanyava diners dels instruments matemàtics i astronòmics d'extraordinària qualitat que feia, dels quals se'n conserven tres astrolabis.

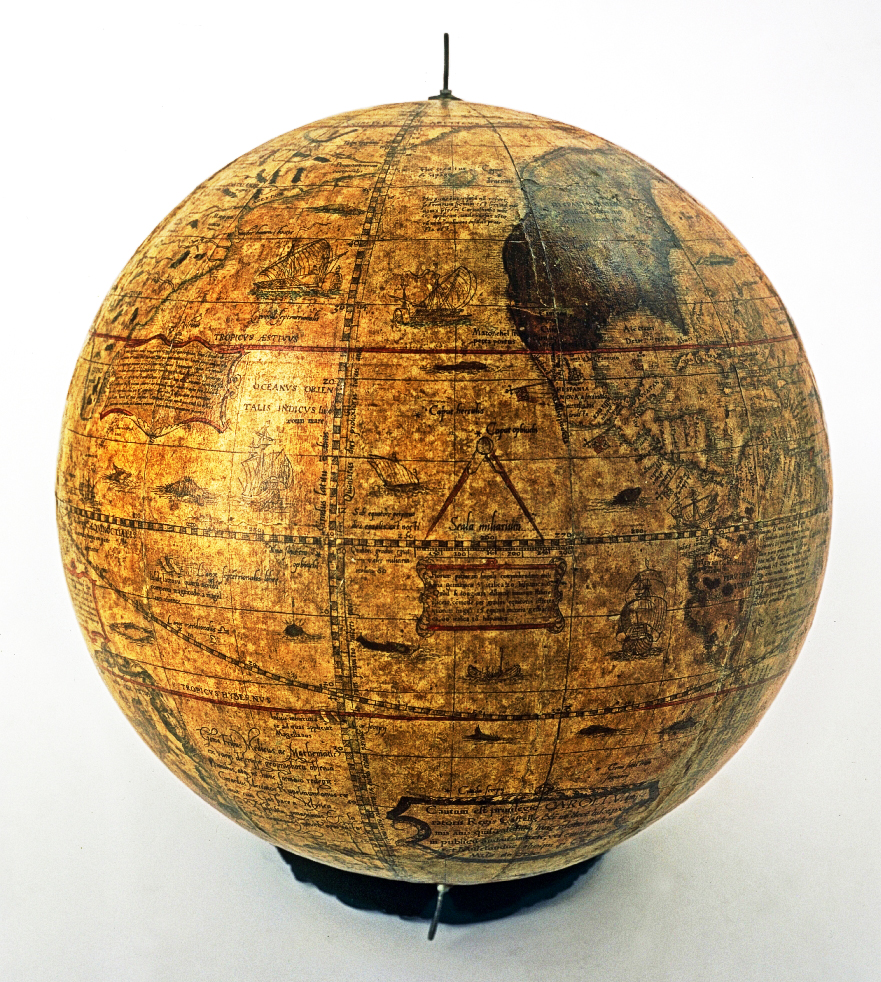
El globus terraqüi de Gemma, Mercator i à Myrika.

El 1535-1536, treballant a Lovaina amb Van der Heyde i Frisius, va construir un globus terraqüi. Les tires de paper fetes per al globus van ser impreses amb coure i no amb blocs de fusta com era tradicional, i fou el primer a utilitzar aquest sistema. La feina d'encunyació va ser assignada a Mercator, deixant la geogràfica per a Frisius, i el globus resultant, gràcies a la impressió amb coure, contenia molta més informació que cap altre fet fins aleshores.
El setembre del 1536, es va casar amb Barbara Schelleken, amb qui va tenir sis fills, tres nens i tres nenes. El 1537, treballant amb Van der Heyde, va fer un globus celeste. Mercator i Van der Heyde van aparèixer com a estrets col·laboradors de Frisius, el qual, en l'autoria del globus va posar:
"Gemma Frisius, doctor and mathematician, Gaspard Van der Heyden and Gerard Mercator of Rupelmonde".
Mercator va fer el seu primer mapa el 1537, el qual va ser de Palestina.
"Mercator coneixia Palestina millor que qualsevol lloc fora dels Països Baixos. Havia crescut amb els seus miracles i revelacions. Coneixia la seva història. Palestina havia estat objecte del primer mapa que la majoria de la seva generació havia vist mai. I com els mapes bíblics de la seva infantesa, el seu mostraria la ruta descrita al llibre quart de Moisès."
En el primer mapamundi que va fer (Orbis Imago, 1538), va utilitzar la projecció cordiforme usada per d'Oronce Finé uns anys abans. Aquest mapa és especial per ser el primer que representava Amèrica, de les regions del nord a les del sud, i per ser el primer a donar-li a Amèrica del Nord aquest nom.
Va començar a produir mapes de diferents regions amb l'objectiu d'acabar ajuntant-los per fer un mapamundi. Com a part d'aquest projecte, va acabar de fer el mapa d'Europa el 1540. Hi havia molts problemes per fer un mapa del món, ja que, a causa de la incessant exploració que s'estava duent a terme, els mapes quedaven obsolets al cap de ben poc temps. També arribava informació incorrecta de diferents zones, i qui el fabricava tenia la responsabilitat de decidir quina de les informacions era la correcta. Mercator es va adonar de l'origen d'alguna informació incorrecta; els mariners assumien que si navegaven seguint un punt de la brúixola, arribarien on anaven en línia recta. Però es va adonar que un vaixell seguint el mateix punt en la seva brúixola seguiria una corba anomenada loxodromia, línia de rumb o hèlice esfèrica, una corba estudiada per Pedro Nunes, matemàtic al qual Mercator admirava molt. El nou globus terraqüi produït el 1541 va ser el primer a tenir línies de rumb.
Després de passar uns mesos a la presó el 1544 per la seva vinculació amb el luteranisme, el 1551 va acabar un globus celeste de la mateixa mida que el del 1541. Les posicions de les estrelles van ser corregides el 1550 utilitzant el model de l'univers de Copèrnic.
Al cap d'un any, es va traslladar a Duisburg, on va obrir un taller de mapes, llibres, globus i instruments matemàtics en vista a la nova universitat que s'anava a construir a la ciutat. El 1554, després d'acabar un mapa d'Europa d'1,6 x 1,3 metres, va establir-lo com el millor fabricant de mapes d'Europa, cosa que li va suposar un augment de vendes i li va permetre anar a viure al barri benestant de Duisburg.

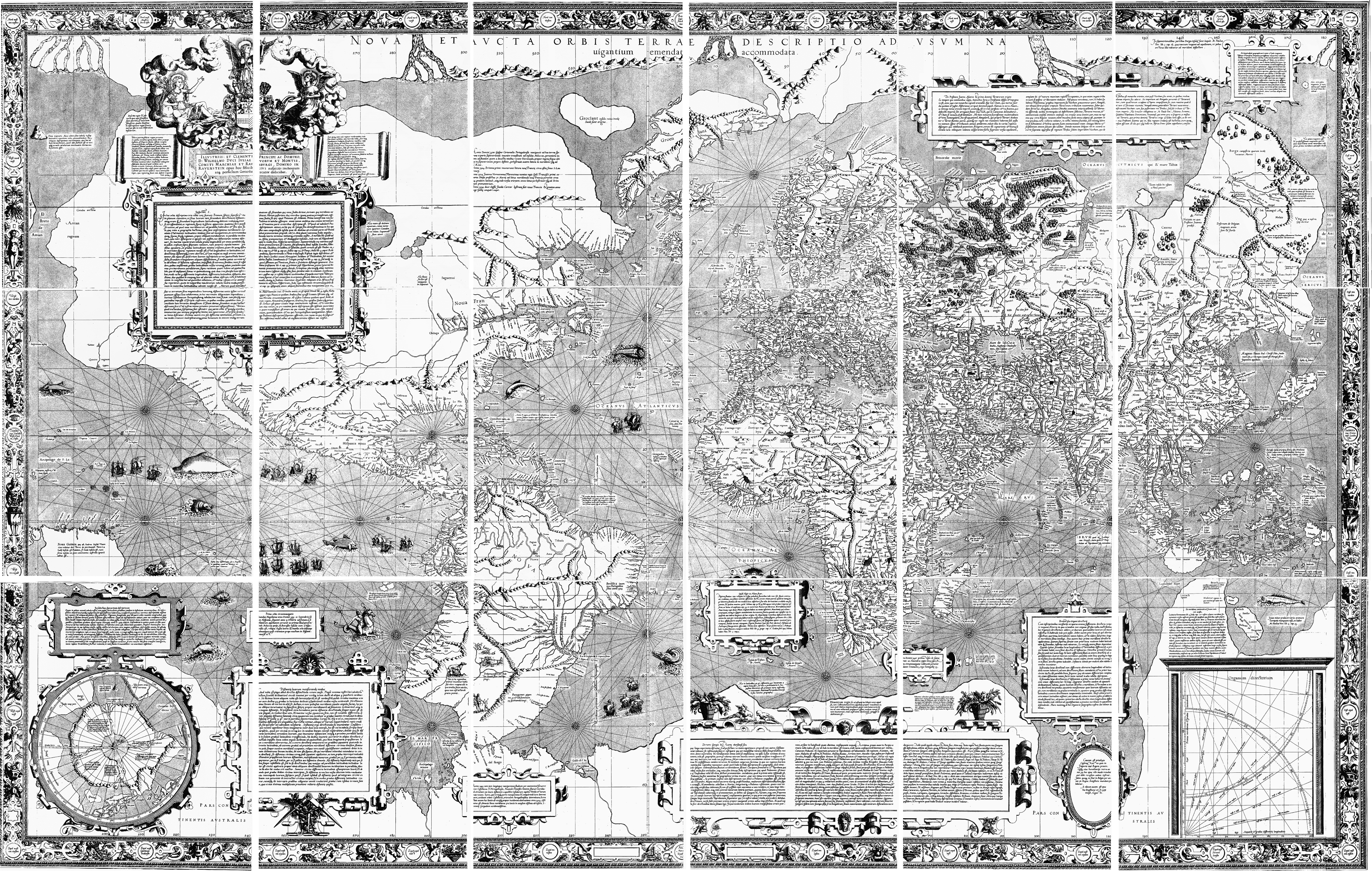
Composició dels 18 mapes que componen el globus terrestre.

Va donar classes de matemàtiques del 1559 al 1562 en una escola on preparaven els estudiants per entrar a la universitat. El 1564, va fer un mapa de les Illes Britàniques, que va ser requisat com a "mapa catòlic" per a ser usat contra la reina Elisabet I d'Anglaterra, de confessió protestant. El mateix any, va ser nomenat cosmògraf de la cort del duc Wilhem del Ducat de Clèveris. Va ser durant aquest període que va començar a perfeccionar una nova projecció per als mapes. La projecció de Mercator va ser utilitzada per primera vegada per ell mateix el 1569 en un mapa del món de paret que estava repartit en divuit parts. El nom del mapa era: Nova et Aucta Orbis Terrae Descriptio ad Usum Navigantium Emendate Accommodata (Nova i més completa representació del globus terrestre convenientment adaptada per l'ús de la navegació).
La projecció de Mercator tenia la propietat que les línies de longitud, latitud i rumb apareixen totes com a línies rectes al mapa. També va ser el primer a utilitzar el terme atles com a col·lecció de mapes: "...en honor al Tità, Atles, rei de Mauritània, filòsof, matemàtic i astrònom dotat".
El 1578, va publicar versions actualitzades dels mapes de Ptolemeu com a primera part del seu atles. Aquest continuava amb una sèrie de mapes de França, Alemanya i els Països Baixos. Tot i que el projecte no va ser acabat, va publicar diverses sèries de mapes incloent-hi els Balcans i Grècia.
El 1595, després de tres embòlies, va morir deixant diversos mapes sense acabar. El seu fill Rumold es va encarregar d'acabar la feina incompleta.